# Diocesi di Mentesa
La diocesi di Mentesa (in latino: Dioecesis Mentesana) è una sede soppressa e sede titolare della Chiesa cattolica.

## Storia
Mentesa è un'antica sede episcopale della Spagna. Essa fu eretta probabilmente alla fine del III secolo: il primo vescovo conosciuto, infatti, è Pardo, menzionato tra i vescovi presenti al concilio di Elvira degli inizi del IV secolo.
Originariamente la diocesi dipendeva dalla provincia ecclesiastica della Hispania Tarraconense, fino a quando la riorganizzazione delle province romane nel 332 non istituì la Hispania Carthaginiensis; in quel momento Mentesa divenne suffraganea dell'arcidiocesi di Toledo.
La diocesi sopravvisse fino al 715, quando le truppe di Tariq ibn Ziyad non ne distrussero la città durante la conquista islamica della penisola iberica.
È ancora incerta l'identificazione di Mentesa. L'Annuario Pontificio riporta come luogo di identificazione La Guardia, che può essere identificato con La Guardia de Jaén, o La Guardia di Toledo, oppure con l'antica Mentesa Oretana, identificabile con Montiel, nei pressi di Santo Tomé. Queste possibili identificazioni comunque collocano Mentesa nell'attuale comunità autonoma di Castiglia-La Mancia.
Dal 1969 Mentesa è annoverata tra le sedi vescovili titolari della Chiesa cattolica; dal 1º aprile 2023 il vescovo titolare è Teodoro León Muñoz, vescovo ausiliare di Siviglia.

## Cronotassi

### Vescovi
- Pardo (menzionato agli inizi del IV secolo)
- Juan (menzionato nel 589)
- Jacobo I (? - 610 deceduto)
- Cecilio (circa 610 - dopo il 615)
- Jacobo II (prima del 633 - dopo il 638)
- Giverico (menzionato nel 646)
- Froila (menzionato nel 653)
- Valdefredo (prima del 655 - dopo il 656)
- San Floro (prima del 683 - dopo il 693)
- Abibonso (menzionato nell'858)

### Vescovi titolari
- Hugo Eduardo Polanco Brito (20 gennaio 1970 - 10 maggio 1975 nominato arcivescovo, titolo personale, di Nuestra Señora de la Altagracia en Higüey)
- Mario José Serra (28 maggio 1975 - 9 luglio 2005 deceduto)
- Rafael Zornoza Boy (13 dicembre 2005 - 30 agosto 2011 nominato vescovo di Cadice e Ceuta)
- José Rico Pavés (6 luglio 2012 - 9 giugno 2021 nominato vescovo di Jerez de la Frontera)
- Teodoro León Muñoz, dal 1º aprile 2023